# John Wetton
John Kenneth Wetton (Derbyshire, 12 de junio de 1949-31 de enero de 2017) fue un cantante, bajista y guitarrista británico.

## Biografía
Nació Derbyshire, Inglaterra, sin embargo, creció en Bournemouth, Dorset. Wetton destacó rápidamente por sus habilidades tanto para sacar un sonido muy personal al bajo como por su capacidad de improvisación (como se evidencia en algunos shows en directo como en el "The Great Deceiver" de King Crimson), aunque sus grabaciones siempre estuvieron pasadas por un tamiz más comercial. Desde el primer momento también tocó la guitarra, el piano e incluso fue compositor.
Fue músico profesional desde finales de los años 1960, habiendo sido miembro de los siguientes grupos: Mogul Thrash, Family, King Crimson, el grupo de Roxy Music/Bryan Ferry, Uriah Heep, UK, Asia y Wishbone Ash. Grabó varias de las que se consideran "grandes obras maestras" del rock progresivo, como el Lark's Tongues in Aspic (1973) de King Crimson, el disco homónimo de UK o el disco homónimo de Asia.
En los últimos años Wetton llevó a cabo una lucha contra sus problemas de alcoholismo, los cuales parece haber superado. Durante 2006 se inició una reunión de Asia (integrantes originales), para celebrar los 25 años de la banda, en la cual participó. Se inició un tour mundial en cual incluyó a Europa, Estados Unidos, Sudamérica y Japón, en donde llegó a tocar con el dúo RX exintegrantes del grupo Seikima-II. 
A finales de 2007, en un examen de rutina se le descubre por medio de una imagen por Resonancia Magnética Nuclear MRI una seria oclusión cardiaca del 99 %, la cual pone en riesgo su vida, teniendo que internarse de urgencia para ser intervenido en una operación a corazón abierto. La operación fue un éxito y Wetton lentamente retomó su trabajo con Asia, quienes firman un contrato con EMI para lanzar un nuevo álbum llamado Phoenix para abril de 2008.
El 31 de enero de 2017, fallece a causa de un cáncer de colon por el que ya tuvo que ser operado en 2015.

## Discografía

### Álbumes
- Caught in the Crossfire, 1980, E'G/Polydor Records.
- King's Road, 1972-1980, 1987, E'G/Virgin Records.
- One World (con Phil Manzanera), 1987, Geffen Records.
- Battle Lines, 1994, Eclipse Records.
- Chasing the Dragon (Live), 1995, Eclipse Records.
- Akustika (Live), 1996, Blueprint Records.
- Arkangel, 1997, Eagle Records.
- Chasing the Deer (BSO), 1998, Blueprint Records.
- Hazy Money Live in New York, 1998, Blueprint Records.
- Live in Tokyo, 1998, Blueprint Records.
- Monkey Business (con Richard Palmer-James), 1998, Blueprint Records.
- Sub Rosa Live in Japón, 1998, Blueprint Records.
- Nomansland Live in Polonia, 1999, Giant Electric Pea Records.
- Welcome to Heaven, 2000, Avalon Records.
- Sinister, 2001, Giant Electric Pea Records.
- Live in Argentina, 2002, Blueprint Records.
- Live in Estocolmo 1998, 2003, Blueprint Records.
- Rock of Faith, 2003, Giant Electric Pea Records.
- Live in Osaka, 2003, Blueprint Records.
- From the Underworld, 2003, Classic Rock Legends.
- One Way or Another (con Ken Hensley), 2003, Classic Rock Legends.
- Amata, 2004, Metal Mind Records.
- Icon (con Geoff Downes), 2005, Melodic Symphony/Frontiers Records/UMe Digital (US).
- Raised in Captivity            2011, Symphony Rock.

### EP
- Heat of the Moment '05 (con Geoff Downes), 2005, Frontiers Records.